# Юрий Семёнович (князь слуцкий)
 Юрий Семёнович (1492 — 17 апреля 1542) — удельный князь Слуцкий и Копыльский с 1503 года, член Рады Великого княжества Литовского, единственный сын и преемник князя Семёна Михайловича Слуцкого (ок. 1460—1503) от брака с Анастасией Ивановной Мстиславской. Потомок великого князя литовского Гедимина в VII колене и родственник династии Ягеллонов.

## Биография
В 1503 году после смерти отца Семёна Михайловича 10-летний Юрий был объявлен новым князем Слуцкого княжества. Фактической правительницей княжества стала его мать и вдовствующая княгиня Анастасия Ивановна Слуцкая. Она успешно отстояла Слуцкое княжество от многочисленных набегов крымских татар и посягательств со стороны мятежного литовского магната, князя Михаила Львовича Глинского.
Повзрослев, князь Юрий Семёнович принял на себя управлением отцовским княжеством, а его мать Анастасия отошла от управления.
В 1514 году князь Юрий Слуцкий со своей дружиной участвовал в разгроме в битве под Оршей литовско-польской армией под командованием гетмана великого литовского, князя Константина Ивановича Острожского, московского войска под предводительством князя Михаила Ивановича Булгакова-Голицы и конюшего Ивана Андреевича Челяднина.
В 1527 году князь Юрий Слуцкий принял участие в разгроме крымско-татарской орды в сражении на р. Ольшанице под Киевом.
В борьбе за сохранение православия Юрий Семёнович Слуцкий был верным сподвижником и соратником гетмана великого литовского князя Константина Ивановича Острожского, который в 1523 году женился на его младшей сестре Александре Семёновне (ум. после 1556).
В апреле 1542 года князь Юрий Семёнович Слуцкий скончался, ему наследовал старший сын Семён.

## Семья
В 1531 году женился на Елене Николаевне Радзивилл (ум. 1546), дочери воеводы виленского и канцлера великого литовского, князя Николая Николаевича Радзивилла (ок. 1470—1521), и Эльжбеты Сакович (ум. после 1542). Дети:
- Семён Юрьевич (ум. 1560), князь Слуцкий с 1542 года;
- Юрий Юрьевич (ум. 1578), князь Слуцкий с 1560 года;
- Софья Юрьевна (ум. 1571) — с 1558 года вторая жена Юрия Ходкевича (1524—1569), каштеляна Трокского.